# Kouřim

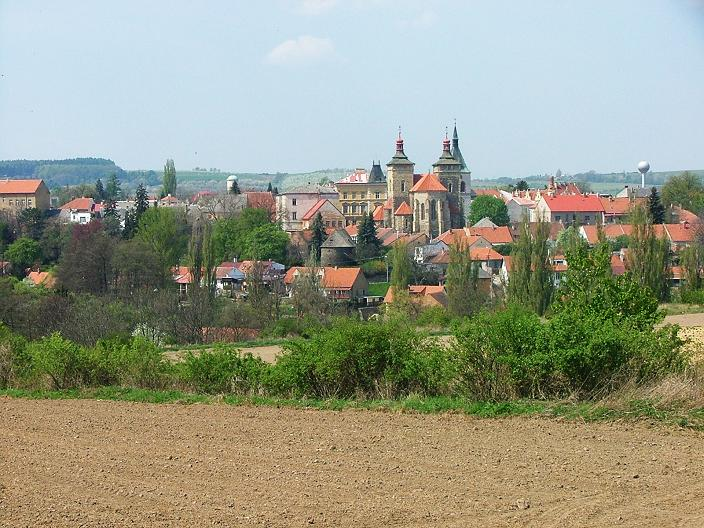
Widok spod Lechův kámena na miasto Kouřim

Kouřim (niem. Kaurim) − miasto w Czechach, w kraju środkowoczeskim. Według danych z 31 grudnia 2016 powierzchnia miasta wynosiła 1 440 ha, a liczba jego mieszkańców 1 882 osób.
Nieopodal miasta znajduje się Kamień Lecha - rozległy punkt widokowy na miejscowość i obiekt związany z legendarną historią Lecha.
W mieście jest stacja kolejowa Kouřim.
Demografia
| Rok             | 1970  | 1980  | 1991  | 2001  | 2003  |
| --------------- | ----- | ----- | ----- | ----- | ----- |
| Liczba ludności | 1 998 | 1 839 | 1 799 | 1 769 | 1 772 |

Źródło: Czeski Urząd Statystyczny